# Yeshayahu Gavish
 (mai 2019).
Si vous disposez d'ouvrages ou d'articles de référence ou si vous connaissez des sites web de qualité traitant du thème abordé ici, merci de compléter l'article en donnant les références utiles à sa vérifiabilité et en les liant à la section « Notes et références ».
Yeshayahu Gavish, en hébreu : ישעיהו גביש, né le 25 août 1925 et mort le 3 octobre 2024, est un militaire retraité des Forces de défense israéliennes (Tsahal). Il est major général et est connu pour avoir dirigé les forces de Tsahal sur le front de la péninsule du Sinaï pendant la guerre des Six Jours.

## Carrière militaire
Pendant la guerre israélo-arabe de 1948-1949, Yeshayahu Gavish se battit dans le Palmach dirigé par Yigal Allon.
Entre 1965 et 1969, il est commandant en chef du commandement sud-israélien. Au cours de sa carrière militaire, il dirige l'offensive israélienne contre les forces égyptiennes dans le Sinaï pendant la guerre des Six Jours.